# A dos Cunhados (vila)
A dos Cunhados, ou A-dos-Cunhados, é uma vila portuguesa localizada na freguesia de A dos Cunhados e Maceira do município de Torres Vedras.
A dos Cunhados foi elevada a vila pela Lei n.º 44/95, de 30 de agosto.

## Actividades económicas
As principais actividades económicas desta vila são o comércio, a indústria, a agricultura e os serviços.

## Orago
A vila de A-dos-Cunhados é sede da Paróquia de A-dos-Cunhados que tem por orago Nossa Senhora da Luz.

## Festas e Romarias
- Festa de Nossa Senhora da Luz (Padroeira) (8 de Setembro)

## Gastronomia
As principais especialidades gastronómicas desta vila são, segundo a ANAFRE, as seguintes: bacalhau à Jorge, broa doce, bolo de Ferradura, cozido de porco e o sarrabulho.

## Artesanato
Pintura em louça, trabalhos em cabedal e miniaturas em madeira.

## Colectividades
As principais colectividades desta vila são:
- «ASA - Associação de Socorros de A dos Cunhados»
- Associação Cultural e Etnológica A dos Cunhados
- Grupo de Amigos da Vila de A-dos-Cunhados
- «Clube Desportivo de A-dos-Cunhados»
- Agrupamento 379 - A-dos-Cunhados (Corpo Nacional de Escutas)
- Centro Social Paroquial de Nossa Senhora da Luz

## Feiras
As principais feiras existentes nesta vila são: uma anual (10 de Setembro) e o mercado mensal (2.º domingo de cada mês).

## Património
- Igreja Matriz de Nossa Senhora da Luz